# La importancia de llamarse Wilde
La importancia de llamarse Wilde es una versión libre escrita por Ana Diosdado de la obra de teatro El abanico de Lady Windermere, de Oscar Wilde.

## Argumento
Se trata de una versión libre siendo la principal licencia con respecto al original el hecho de que el propio Wilde se convierte en uno más de los personajes.

## Estreno
- Teatro Alcázar, Madrid, 26 de septiembre de 1992.
  - Dirección: Juan Carlos Pérez de la Fuente.
  - Intérpretes: Amparo Rivelles, Carmen Conesa, Juan Gea, Ramón Pons, Maruchi Fresno, Margot Cottens, James Duggan (Wilde).